# テルアビブの白い都市

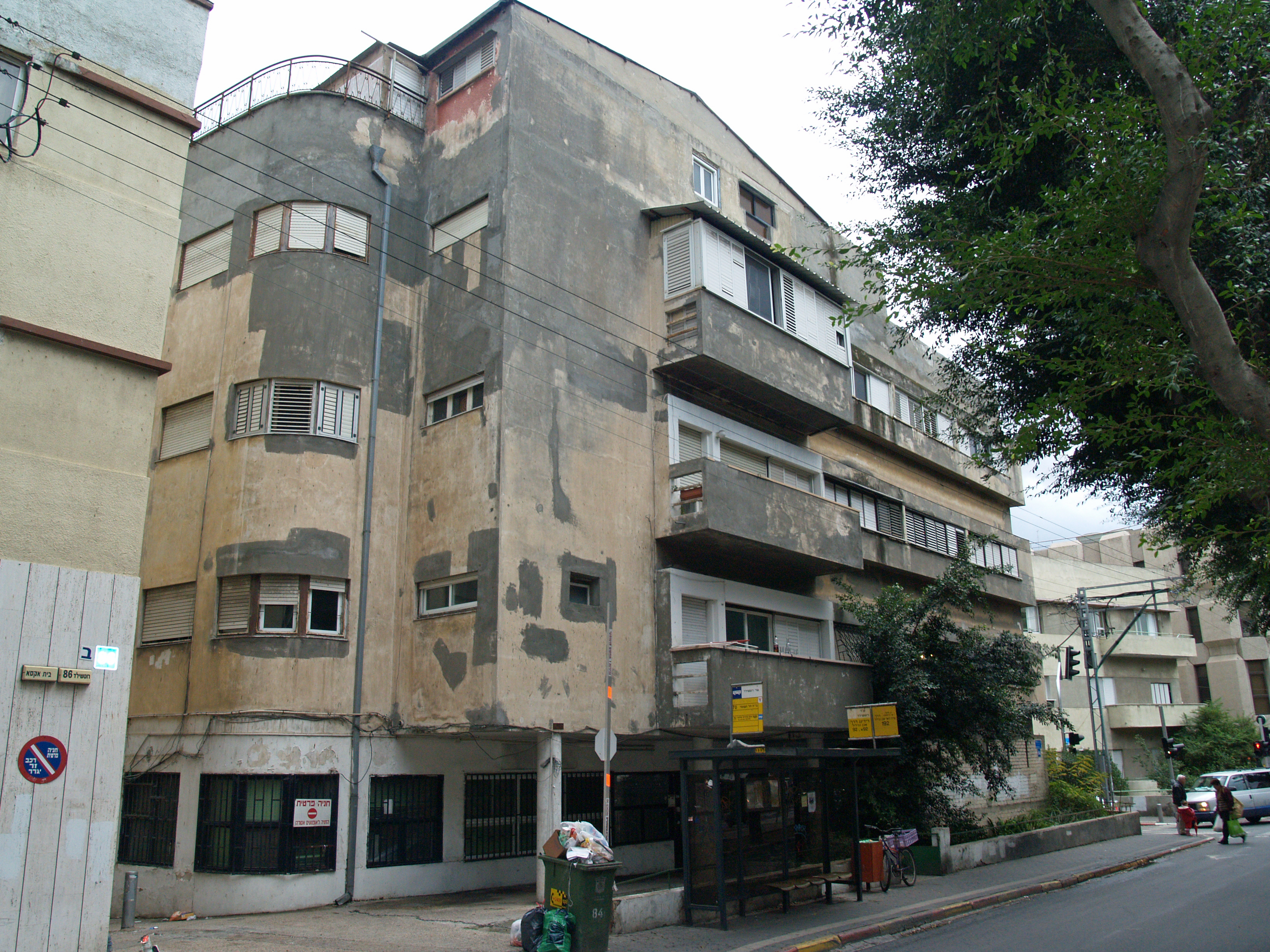
エンゲル邸（建築家: Zeev Rechter、1933年）。近代主義建築の象徴的な一例となった大邸宅。テルアビブで柱の上に立てられた最初の住宅でもある。

テルアビブの「白い都市」（ヘブライ語 : העיר הלבנה, ha-ʿir ha-levana）は、1920年代から1950年代にかけて白色や明るい色の建造物群が建てられたテルアビブの街区の名称である。それらの建造物はバウハウス様式あるいはインターナショナル・スタイルが採用されている。
テルアビブの中心地区では、いまだにそうした様式の建物を4000軒以上も見ることができ、これは一都市内に集中しているものとしては世界でも類を見ないものである。このことから、この「白い都市」は20世紀前半の建築や都市計画を考える上で逸することの出来ない優れた例証として、2003年にユネスコの世界遺産に登録された。同時にそれは、この町が育んできた伝統や文化、あるいは取り巻く気候的要件といったものに、建築様式をどう馴化させるかというユニークな例証にもなっている。 

## 歴史的背景
テルアビブが建設されたのは、イスラエルの地がまだオスマン帝国領だった1909年のことである。19世紀を通じて大挙して来たユダヤ人の移民たちは、ヤッフォ（ジャッファ）の古い港町に溢れかえっていた。その結果、ユダヤ人たちはヤッフォの北の砂丘地帯に聖書の時代以来となるユダヤ人都市を建て始めたのである。
テルアビブの発展は第一次世界大戦中には停滞したが、東ヨーロッパ、ソビエト連邦、イエメンからの移民が増大していった。ドイツでナチスが権力を掌握した1933年以降、テルアビブにも夥しい数のユダヤ人難民が流入した。そうした難民の中には建設業者や職人、さらには建築家などが含まれており、ことに建築家たちの多くは1933年にナチスの命令で閉校に追いやられたバウハウスで研鑚を積み、その影響を受けていた。
審美的、機能主義的、経済的な側面を併せ持った建築様式を推進していたバウハウスが閉校に追い込まれたことによって、そこで学んだ有能な建築家たちが失業してあぶれていたという状況があった。その一方で、流入する移民たちによってテルアビブでの住居需要は急増しており、確立された建築様式を持たない白紙のキャンバスのような存在であったこの町では、数百軒単位で新しい建物が必要とされていた。こうした状況の組み合わせがまたとない好機を創出する形になった。こうしてバウハウス様式は、テルアビブのデザイナーたちに、過去に頼ることなく新しい環境を創出できる建築的アプローチを提供したのである。
都市計画の枠組みはパトリック・ゲデスによる1925年の基本計画の中に策定されており、そこでは緑地を内包する居住街区に沿って大通りを配置することが定められていた。

## ヨーロッパから中東へ
バウハウス様式は第一次世界大戦後のヨーロッパでの美術と機能性の統一を反映して創出されたものである。テルアビブでは、この様式が理想と考えられた。建造物群は早く、そして安価に建造されることができた。
しかし、建造物群は地中海性気候と砂漠の気候という両極端な気候に適合するものでなければならなかった。白をはじめとする明るい色彩は、熱を反射する。壁はプライバシーのためだけでなく、日除けとしての役割も果たすのである。また、ヨーロッパではバウハウス様式の重要な要素であった、採光用のガラス張りの大きな区画は、照りつける熱や光を余り取り入れずに済むように、奥まった小さな窓に置き換えられた。
西側には長く狭いバルコニーが配置され、その真上にはさらにバルコニーが載る形で陰を作っている。このバルコニーは住民に海からの微風を届けてくれる。傾斜のある屋根は平坦な屋根に置き換えられ、その屋根は住民たちが晩に涼んだり、社交の場として用いるための共用スペースにもなった。後にはピロティが採用され建造物群は柱の上に立てられた。それによって建物の下を風が通りぬけアパートメントを冷却してくれるだけでなく、子供たちに遊び場を提供することにもなった。

## 影響
数百に及ぶ新しい建造物群で用いられた建築様式や建設手法は、この近代的な都市にある特徴的な生活文化を付け加える形になった。建造物のほとんどはコンクリート製のため、暑さを視野に入れていたその革新的なデザインにもかかわらず、夏には耐えがたい暑さになるのである。そのため、テルアビブの住民たちは、夕方になると通りに繰り出し、建物の間にある小さな公園や急増したカフェへと足繁く通い、夕涼みを楽しんだ。この伝統はいまでもテルアビブのカフェに根付いている。
アパートメント・ブロックには、保育所、郵便局、店舗、洗濯屋など様々なサービス業が入っている。また、土と接点を持つことが極度に重要なことと見なされていることから、住民たちは建物の隣や背後の区画に自身の菜園を持つことが奨励されている。このことは、概して様々な文化や出自の異なる難民たちで構成されていた住民たちに、共同体の感覚を植え付けた。
不幸なことに、建設当時以降の建造物群の多くは、廃墟といってよい状態になるまで顧慮されてこなかったし、そうして放置されたものの中には建築上の古典と言いうるものも含まれていた。さらには、保護政策が定められるよりも前に破壊されてしまったものもある。
とはいえ、多くは既に本来の姿に修復されており、少なくとも保護や修復の対象になっている建造物は1500件にもなる。

## 登録基準
この世界遺産は世界遺産登録基準のうち、以下の条件を満たし、登録された（以下の基準は世界遺産センター公表の登録基準からの翻訳、引用である）。
- (2) ある期間を通じてまたはある文化圏において、建築、技術、記念碑的芸術、都市計画、景観デザインの発展に関し、人類の価値の重要な交流を示すもの。
- (4) 人類の歴史上重要な時代を例証する建築様式、建築物群、技術の集積または景観の優れた例。

## ギャラリー
テルアビブには4000以上のバウハウス様式の建造物群がある。そのうち、特に有名なものはロスチャイルド大通りにある。

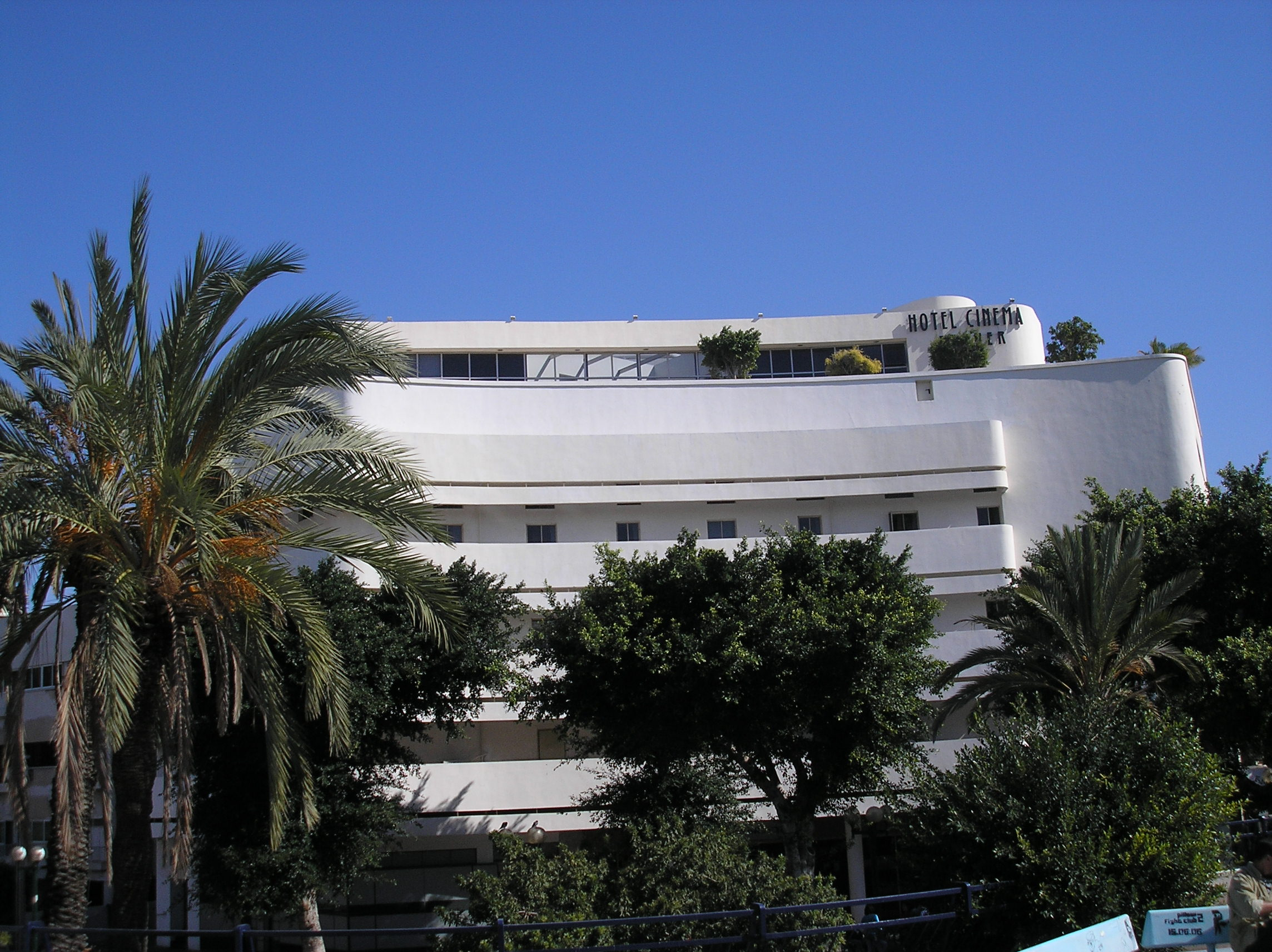
エステル劇場（映画館）。現在はホテル。
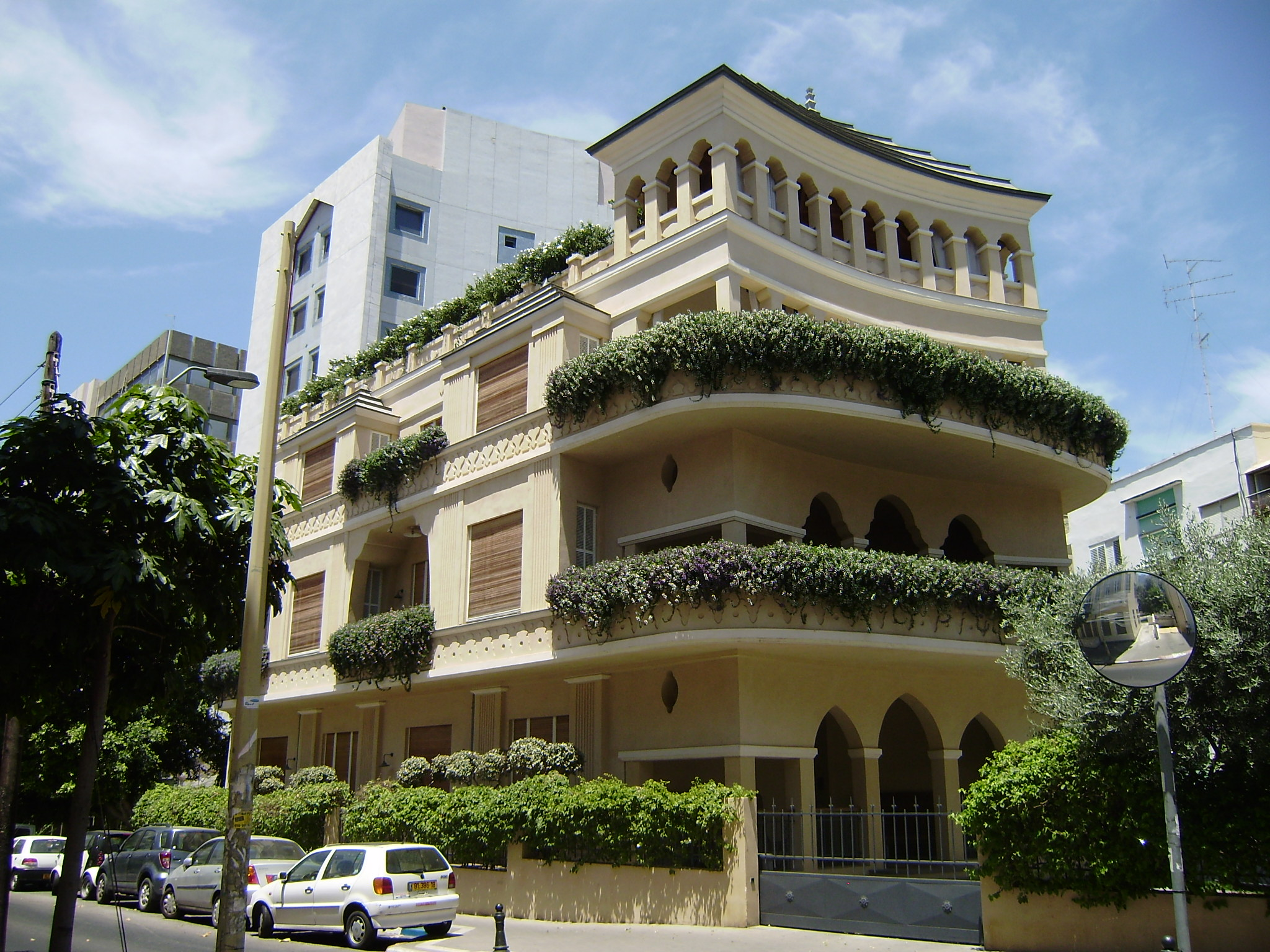
Pagoda House
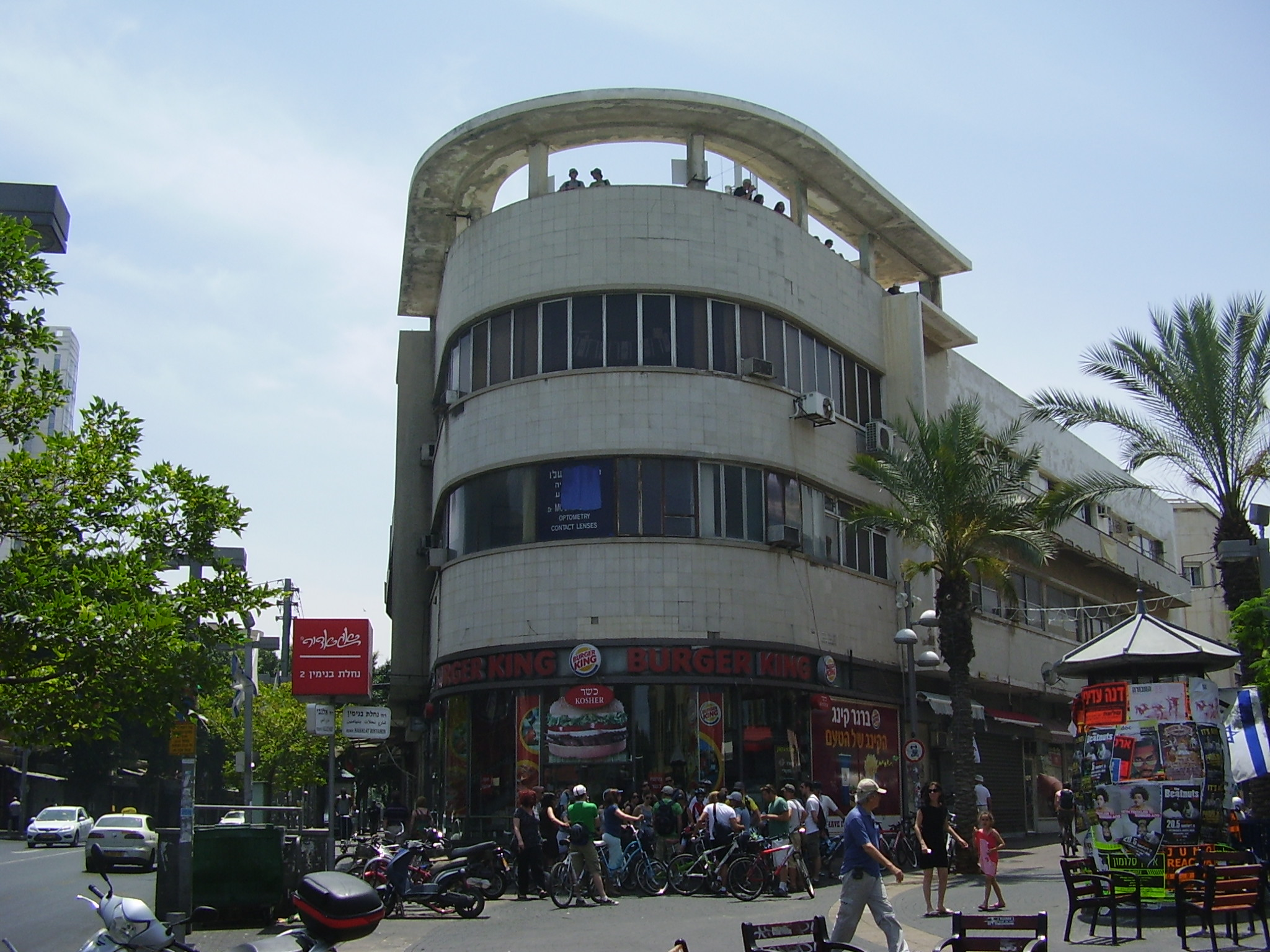
Polishuk House
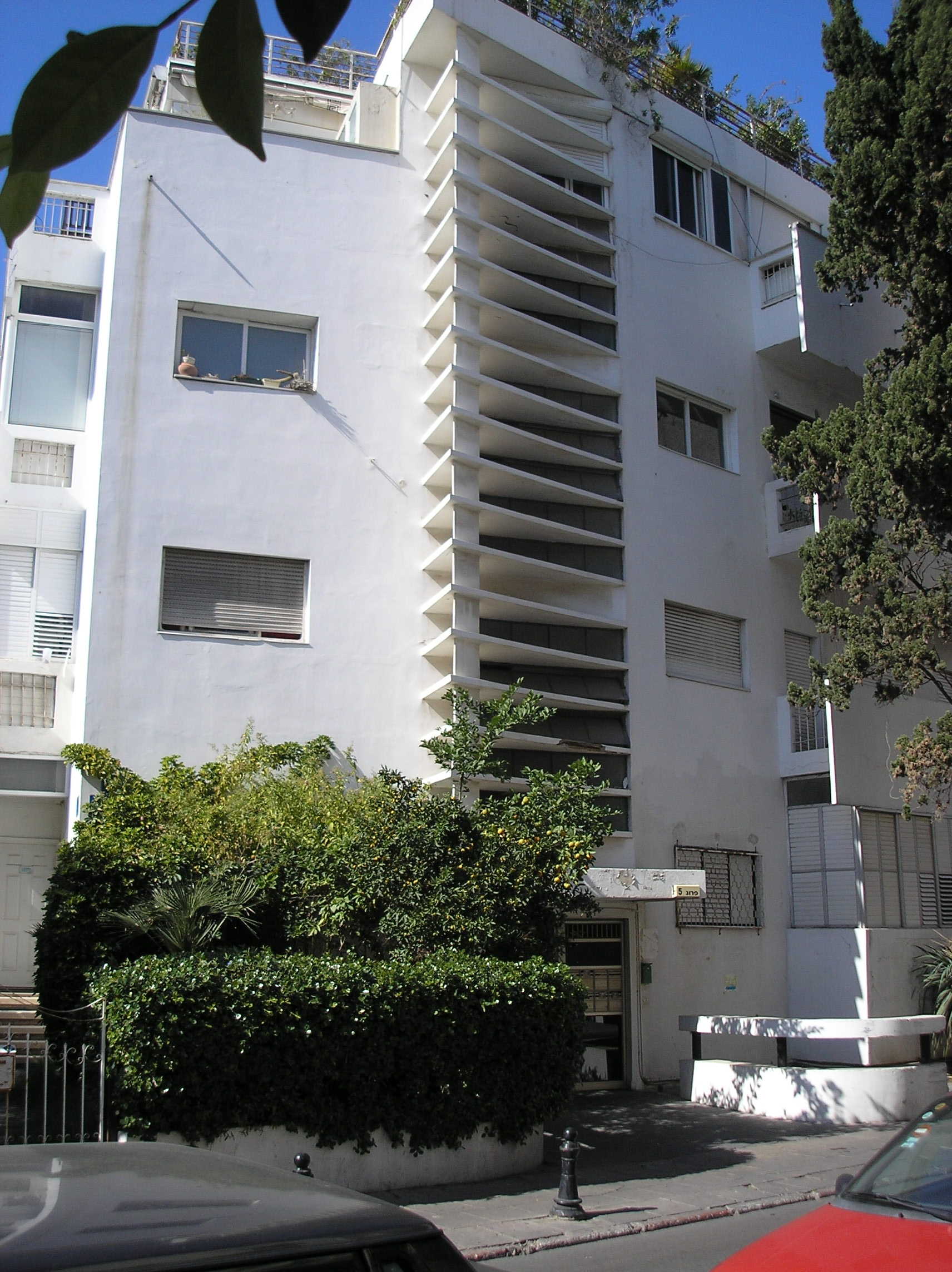
Thermometer house
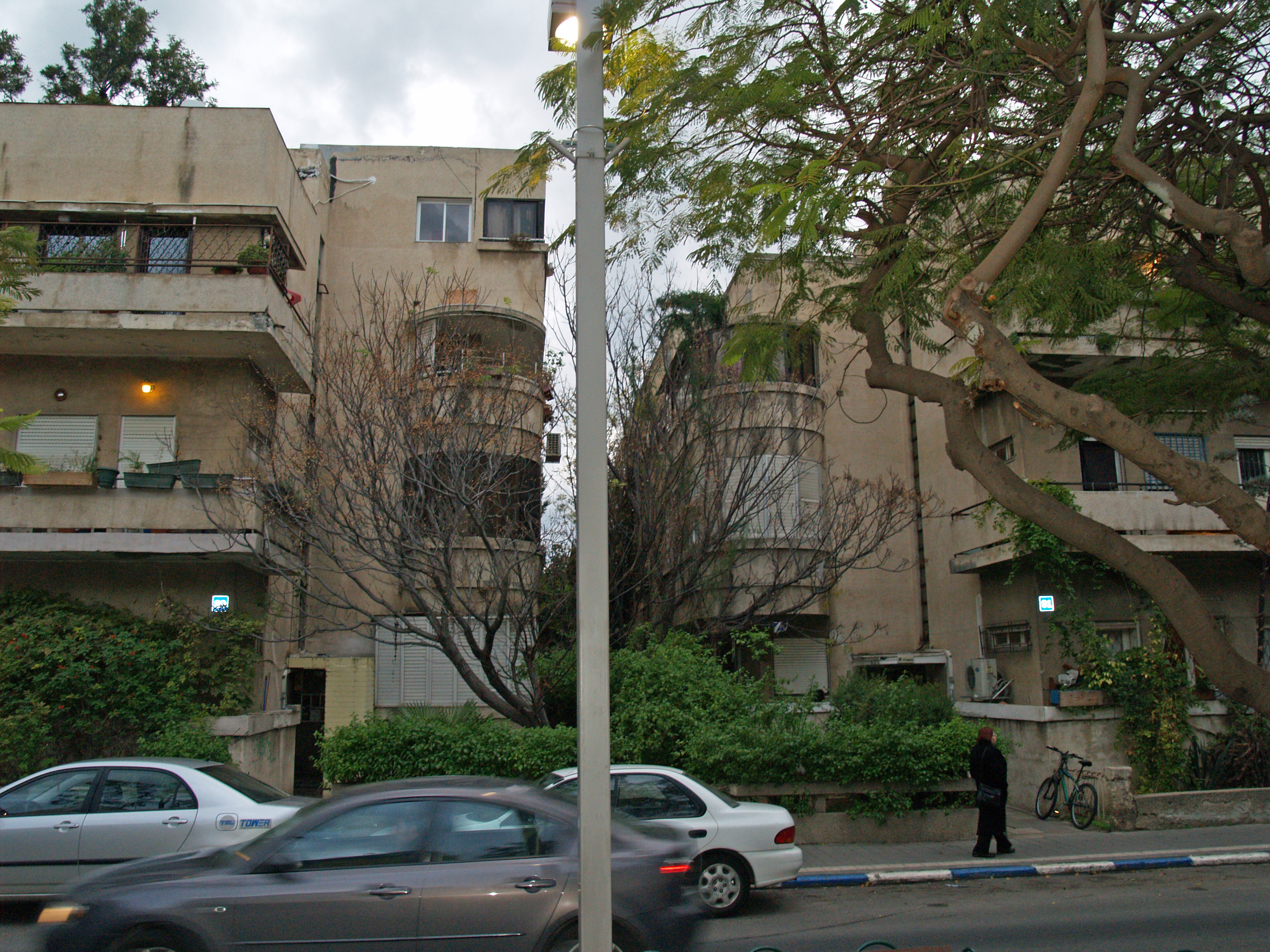
Yitzhaki House（建築家: Pinhas Hitt, 1933年）。温室で分断されている2棟の住宅で互いに鏡写しになっている。
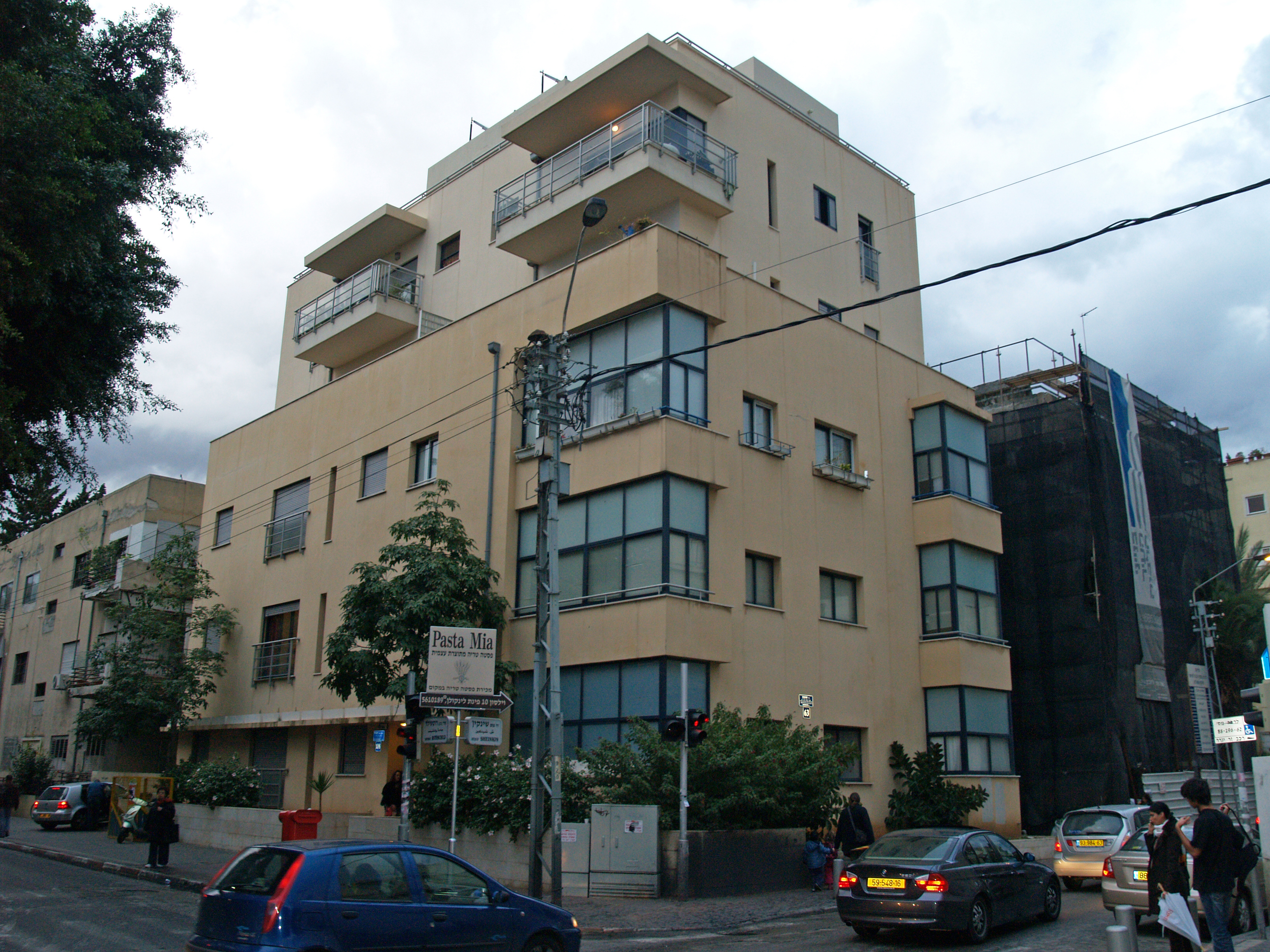
ロスチャイルド大通り106番地

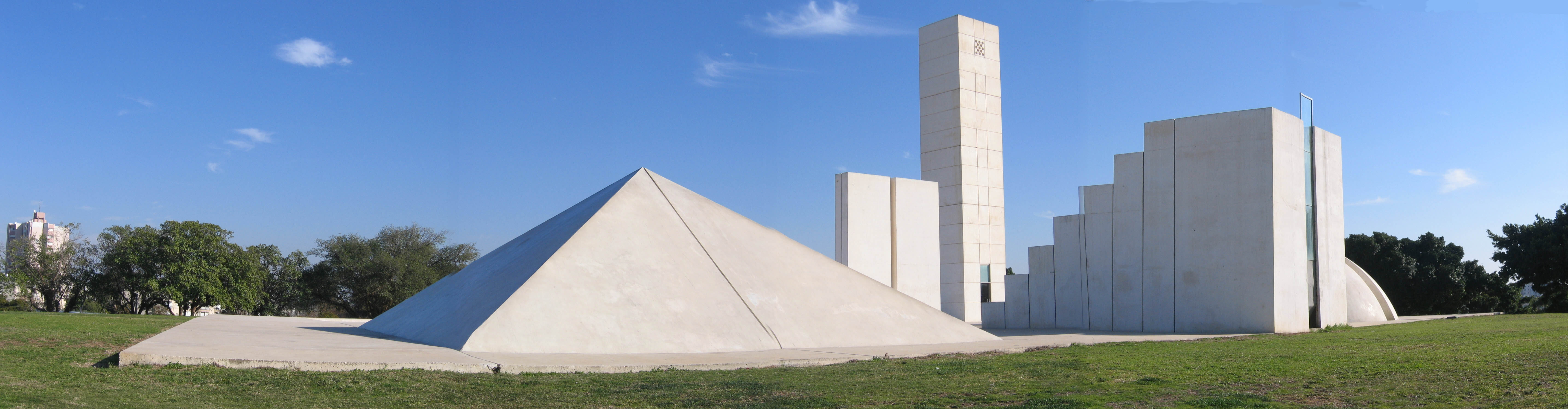
Kikar Levana